# 挾間町医大ヶ丘
挾間町医大ケ丘（はさままちいだいがおか）とは、大分県由布市内の地名。郵便番号は879-5503。地名は大分大学医学部（旧大分医科大学）にちなむ。由布市内で唯一、住居表示(1丁目-3丁目)を実施している。

## 地理
由布市の東部に位置する。旧由布川村の一部であり、 住居表示前は東院・古野のそれぞれ一部であった。大分医科大学開学後に、住居表示を行い成立した。
1丁目は大分大学挾間キャンパスにあたり、1丁目1番地の設置である（一部は大分市東野台3丁目）。2丁目は大分大学挾間官舎となっている。3丁目は「医大ケ丘団地」として、住宅地が形成されている。
挾間町東院、挾間町古野、大分市東野台（挾間町から大分市に編入された「東院」地区の一部をもって住居表示を実施。）、大分市野田、大分市東院と接する。

## 歴史
- 1954年10月1日 - 大分郡挾間村・谷村・石城川村・由布川村が合併し、挾間村が成立。（大分郡挾間村）
- 1955年4月1日 - 町制施行し、挾間町となる。（大分郡挾間町大字東院・古野）
- 1970年代以降 - 東院の一部・古野の一部で住居表示を行い、挾間町医大ケ丘が成立、住居表示を実施。（大分郡挾間町医大ケ丘）
- 2005年10月1日 - 挾間町・庄内町・湯布院町で新設合併、市政施行で由布市が成立。大字表記および、小字、番地の「の」が廃止される。（由布市挾間町医大ケ丘）[3]。

## 小・中学校の学区
市立小・中学校に通う場合、学区は以下の通りとなる。
| 町名           | 小学校               | 中学校             |
| -------------- | -------------------- | ------------------ |
| 挾間町医大ヶ丘 | 由布市立由布川小学校 | 由布市立挾間中学校 |

## 交通

### バス
大分バス、由布市が運営するコミュニティバスが運行している。
大分バスはL60を除くすべてのL系統が通過する。

### 道路
- 大分県道207号大分挾間線
- 大分県道601号小挾間大分線

## 施設
- 大分大学挾間キャンパス（医学部、附属病院）